# Serdar Saatçı
Serdar Saatçı (* 14. Februar 2003 in Istanbul) ist ein türkischer Fußballspieler. Seit 2022 steht er beim portugiesischen Erstligisten Sporting Braga unter Vertrag.

## Karriere
Saatçı begann seine Fußballkarriere beim Bayrampaşaspor. Im Jahr 2014 wechselte er schließlich zu Beşiktaş Istanbul, wo er bis  2020 in verschiedenen Jugendbereichen spielte. Noch in dem gleichen Jahr wechselte er in den Profibereich.
Am 24. September 2021 gab er sein erstes Ligaspieldebüt gegen Altay Izmir, das mit 2:1 verloren wurde.
Am 12. Juli 2022 nach dem Testspiel gegen Viktoria Pilsen wurde bekanntgegeben, dass Saatçi wegen unsportlichen Verhaltens vorläufig suspendiert wurde.
Seit Mitte 2022 trägt Saatçı das Trikot von Sporting Braga.

## Titel und Erfolge
Beşiktaş Istanbul
- Türkischer Fußballmeister: Süper Lig 2020/21
- Türkischer Pokalsieger: 2020/21